# McDonnell Douglas CF-18 Hornet
O McDonnell Douglas CF-18 Hornet (CF-188) é uma aeronave das Forças Armadas do Canadá, baseado no Americano F/A-18 Hornet

## Desenvolvimento

### Programa Novo Avião de Combate
Em 1977, o governo canadense identificou a necessidade de substituir o CF-104, associado a OTAN, o CF-101 Voodoo, associado a NORAD e o CF-5 (CF-116 Freedom Fighter), embora mais tarde fora decidido manter o CF-116. A decisão posterior foi de prosseguir com a competição do Novo Avião de Combate (NFA, da sigla em inglês), com um orçamento de cerca de C$2.4 bilhões para comprar entre 130 e 150 aviões do campeão da competição. Entre os candidatos estavam incluídos o F-14 Tomcat, o F-15 Eagle, o Panavia Tornado, o Dassault Mirage F1 (mais tarde substituído pelo Mirage 2000), e mais os produtos da Lightweight Fighter (LWF), o F-16 Falcon, o F/A-18 Hornet, e uma versão naval do Hornet, o F-18L.
Em 1978, foram reduzidos os participantes do Novo Avião de Combate para apenas dois tipos de aeronaves; o F-16 Falcon e os dois modelos F-18. O F-14, F-15 e o Tornado foram rejeitados devido ao alto preço de compra, enquanto o Dassault apenas saiu da competição. O F-18L combina os sistemas e o layout de dois-motores do F-18 e, ainda, o Comando Aéreo favoreceu-o com a configuração de um equipamento de uma barcaça baseada em terra, o que aumentou significantemente sua performance. Entretanto, Northrop, a contratante primária para a versão do F-18L, não havia construído a aeronave a tempo para o programa NFA, esperando negociações de sucesso antes de fazer isso. Além disso, embora a Northrop ter oferecido o melhor pacote industrial, ela só "pagaria" se outras encomendas do F-18L viessem, algo em que o Departamento de Defesa Nacional (do Canadá) não apostaria.
Entretanto, o F-14 quase entrou para o serviço canadense clandestinamente, devido a Revolução Iraniana. Nas consequências da revolução, os EUA cortaram todo fornecimento militar ao Irã, significando que sua nova frota de F-14 estaria potencialmente incapaz de voar, devido a falta de peças necessárias. Os Canadenses, então, se ofereceram para comprá-los por um preço fortemente descontado, mas as negociações acabaram antes de ser alcançado um acordo, embora isso tenha revelado que o envolvimento canadense contribuiu para o contrabando da baixada americana fora da República Islâmica.

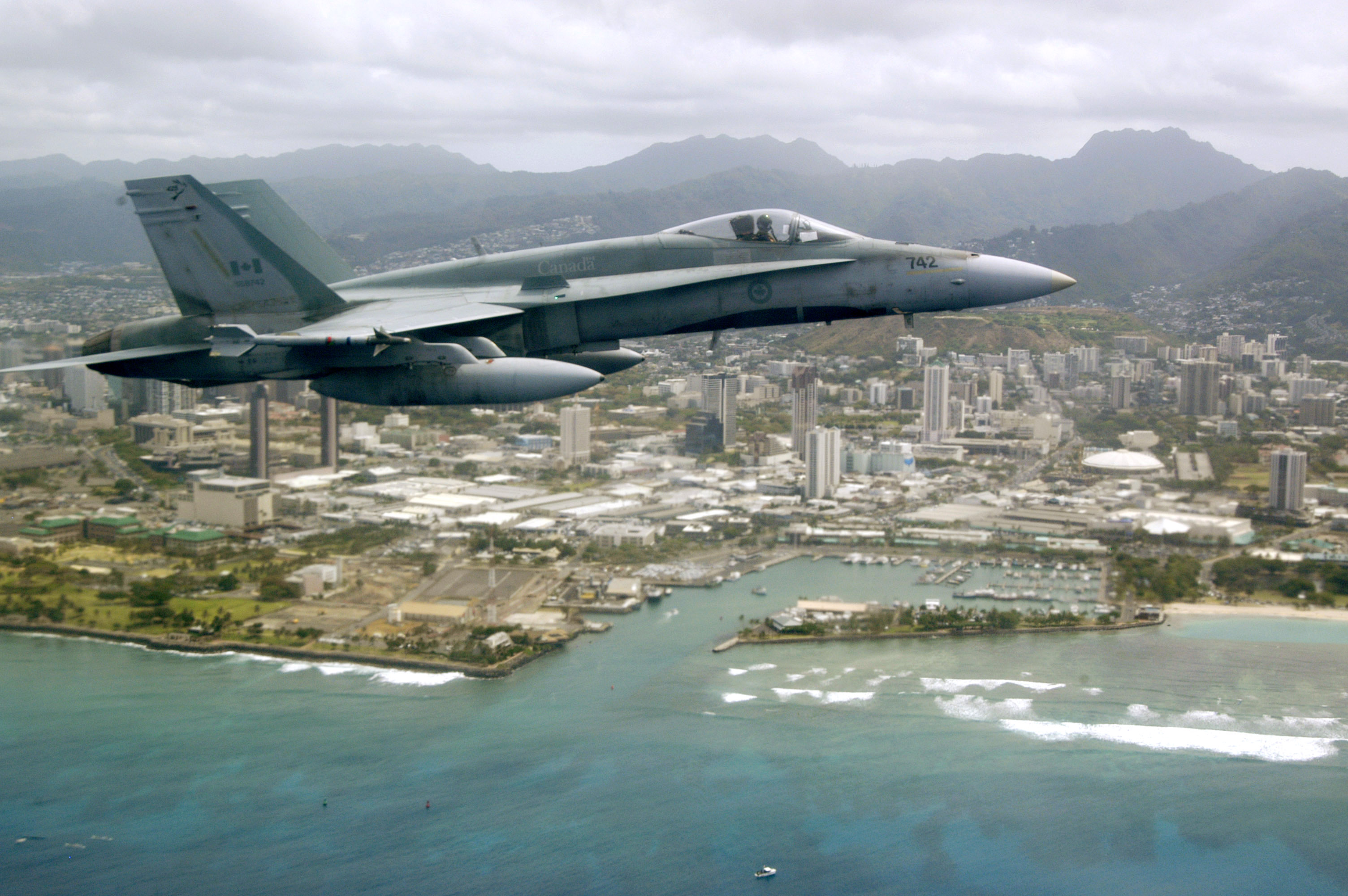
Um CF-18 canadense voando por cima dacosta do Havaí

Em 1980, o McDonnell Douglas F/A-18 Hornet foi declarado como vencedor da competição. A encomenda incluía 98 veículos de banco único e 40 de banco duplo, para um total de 138 comprados, mais 20 opções (que não aconteceram). O F/A-18 Hornet foi então apelidado de CF-188, mas em todo contexto, exceto nos mais oficiais documentos militares, os aviões são referidos como CF-18 Hornets. As razões para a seleção enumerada pelas forças canadenses foram que muitos de seus recursos solicitados foram incluídos pela marinha dos EUA; dois motores para segurança (considerado essencial para condução na região ártica e patrulhas sobre a água), um excelente conjunto de radar, uma vez que são consideravelmente mais baratos que o F-14 e o F-15.

## Mudanças de Desenho do CF-18
A diferença mais visível entre o CF-18 e o norte-americano F-18 são as 600,000 candelas de identificação noturna. Esse projetor é montado na porta de carregamento da metralhadora na porta lateral da aeronave. Alguns Cf-18 têm a luz temporariamente removida, mas a janela sempre está no lugar. Além disso, no lado de dentro do CF-18 destaca-se uma "cobertura falsa", com a intenção de desorientar e confundir o inimigo em um combate aéreo. Posteriormente, a Aviação do Corpo de Fuzileiros Navais dos Estados Unidos e o F/A-18 da Força Aérea Espanhola, também adotaram essa "cobertura falsa".
Muitas características que fazem o F/A-18 apropriado para operações marítimas de transportes também foram retidas pelas forças canadense, tais como o robusto mecanismo de desembarque, o gancho de guindaste prendedor, e os mecanismos de asa-dobrável, que se revelou muito útil operando os caças de pequenos aeroportos, tais como os encontrados no Ártico.